# 美丽绣线菊
美丽绣线菊（学名：Spiraea elegans）为蔷薇科绣线菊属下的一个种。

## 扩展阅读
- 維基物種上的相關：美丽绣线菊